# مسابقات جهانی ژیمناستیک هنری ۱۹۶۶

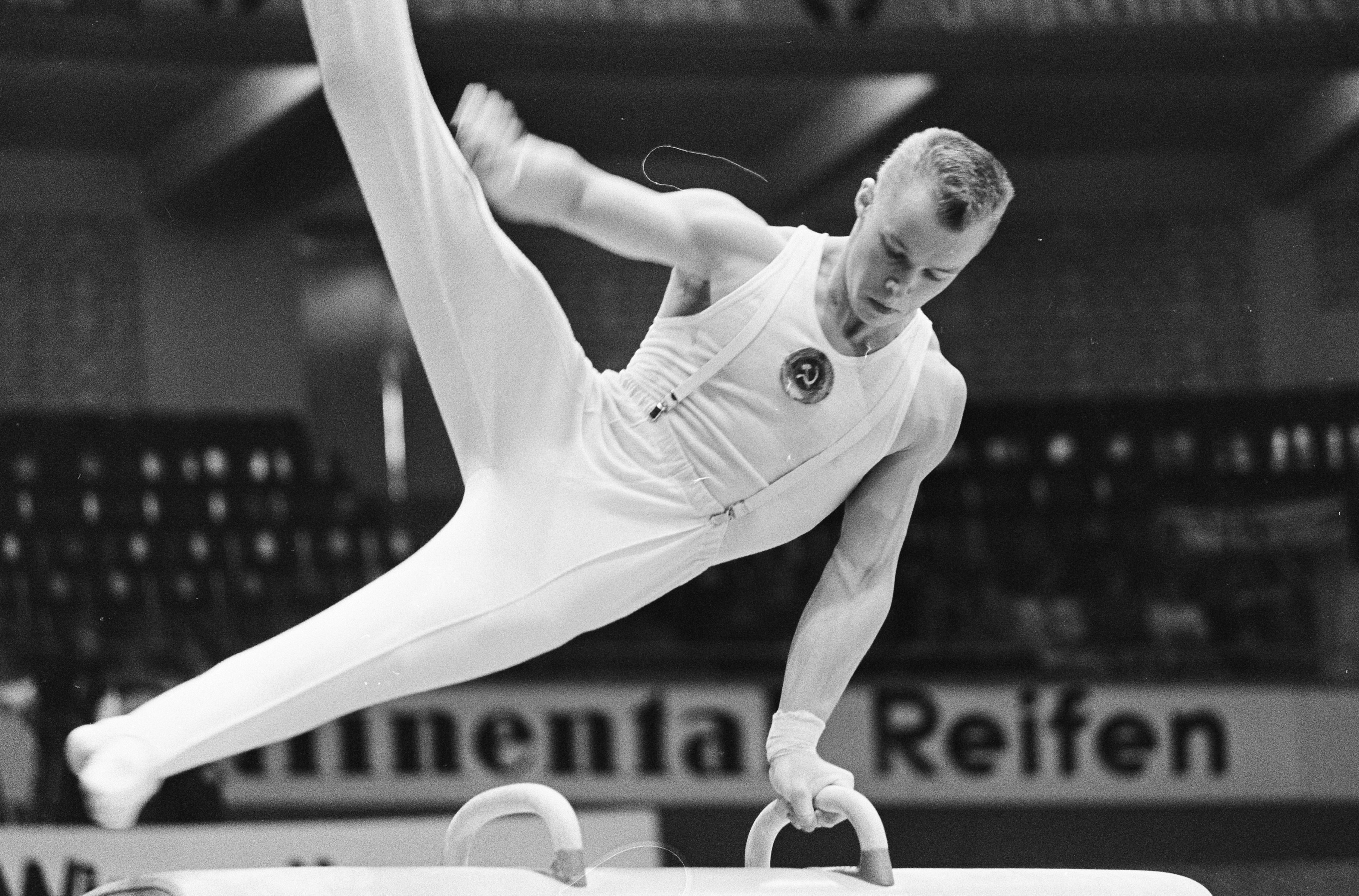
تصویری ازDe Russische Michael Woronine

مسابقات جهانی ژیمناستیک هنری ۱۹۶۶ شانزدهمین دوره مسابقات جهانی ژیمناستیک هنری است که در دورتموند، آلمان غربی از ۲۱ تا ۲۵ سپتامبر ۱۹۶۶ میلادی برگزار شده است.

## جدول مدال‌ها
| رتبه | کشور                             | طلا | نقره | برنز | مجموع |
| ۱    | اتحاد جماهیر شوروی               | ۶   | ۵    | ۳    | ۱۴    |
| ۲    | ژاپن                             | ۴   | ۶    | ۷    | ۱۷    |
| ۳    | چکسلواکی                         | ۳   | ۲    | ۰    | ۵     |
| ۴    | جمهوری فدرال سوسیالیستی یوگسلاوی | ۱   | ۰    | ۱    | ۲     |
| ۵    | آلمان شرقی                       | ۰   | ۱    | ۱    | ۲     |
| ۶    | ایتالیا                          | ۰   | ۰    | ۲    | ۲     |